# 小奥特科斯纳亚河
小奥特科斯纳亚河（俄语：Река Малая Откосная），前称西北岔河（俄语：Река Сабайча），是滨海边疆区丘古耶夫卡区的河流，源起斜步碴山北，长36公里，在距河口9公里处注入奥特科斯纳亚河。1972年更为现名。

## 引用
1. ↑  А·П·穆拉诺夫. . 列宁格勒: 气象出版社. 1966 （俄语）.
2. ↑  . 列宁格勒: 气象出版社 （俄语）.
3. ↑  Т·А·基谢尔科瓦娅. . 列宁格勒: 气象出版社. 1977 （俄语）.
4. ↑  . Verumwiki.   [2024-01-01]. （原始内容存档于2024-12-01） （俄语）.
5. ↑   (PDF). www.vladcity.com. （原始内容 (PDF)存档于2011-07-17）.